# Заві Ештон
Завідді Емма «Заві» Ештон (англ. Zawedde Emma «Zawe» Ashton, нар. 25 липня 1984, Лондон, Англія) — англійська актриса і драматург . Найбільш відома своїми ролями в комедійних драмах «Свіже м'ясо» та «Небезпечно для роботи», трилери Netflix «Оксамитова бензопилка» та роллю Джойс Вінсент у фільмі «Мрії про життя» (2011). Вона приєднається до кінематографічного всесвіту Marvel у ролі лиходія у фільмі «Марвели» (2023).

## Особисте життя
Вона є старшою з трьох дітей, народжених угандійською матір'ю Вікторією та англійцем Полом Ештоном.
Її дід по материнській лінії, Пауло Муванга, колишній президент і прем'єр-міністр Уганди.
У 2019 році почала зустрічатися з актором Томом Хіддлстоном, в червні 2022 стало відомо про заручини пари. У жовтні 2022 року народила спільну з Томом дитину, за чутками також відбулося їхнє таємне весілля. Заві воліє не поширюватися про своє особисте життя.

## Фільмографія
| Рік       |   | Українська назва                            | Оригінальна назва                            | Роль                    |
| --------- | - | ------------------------------------------- | -------------------------------------------- | ----------------------- |
| 1995      | с | Гра почалася                                | Game On                                      | Маленька дівчинка       |
| 1996      | с | Глава демонів                               | The Demon Headmaster                         | Ребека                  |
| 2000      | с | Чисто англійське вбивство]                  | The Bill                                     | Кайлі                   |
| 2002      | с | У глибині                                   | In deep                                      | Джейд                   |
| 2003      | с | Холбі Сіті                                  | Holby City                                   | Ебігейл Мередіт         |
| 2007      | с | Мобільний                                   | Mobile                                       | Свідок                  |
| 2008      | с | Чисто англійське вбивство                   | The Bill                                     | Бека Адамс              |
| 2009      | с | Катастрофа                                  | Casualty                                     | Джина                   |
| 2009      | ф | Однокласниці та таємниця піратського золота | St Trinian's 2: The Legend of Fritton's Gold | Б'янка                  |
| 2010      | с | Шерлок                                      | Sherlock                                     | Саллі Донован           |
| 2010      | с | Погані                                      | Misfits                                      | Джесіка                 |
| 2011      | ф | Без компромісів                             | Blitz                                        | Елізабет Фоллс          |
| 2011      | ф | Вихідний                                    | Weekender                                    | Сара                    |
| 2011      | ф | Мрії про життя                              | Dreams of a Life                             | Джойс Вінсент           |
| 2011—2013 | с | Злочини минулого                            | Case Histories                               | Дебора Арнольд          |
| 2011—2016 | с | Свіже м'ясо                                 | Fresh meat                                   | Вайолет "Вод" Нордстром |
| 2014      | с | Доктор Хто                                  | Doctor Who                                   | Джорней Блу             |
| 2016      | ф | Нічні звірі                                 | Nocturnal Animals                            | Алекс                   |
| 2018      | ф | В обіймах брехні                            | Greta                                        | Алекса Хаммонд          |
| 2019      | ф | Оксамитова бензопилка                       | Velvet Buzzsaws                              | Джозефіна               |
| 2021      | с | Оповідання служниці                         | The Handmaid's Tale                          | Уна                     |
| 2022      | ф | Список містера Малькольма                   | Mr. Malcolm's List                           | Жулія Тістлевейт        |
| 2023      | ф | Марвели                                     | Marvels                                      | Дар-Бенн                |

### Театр
| Рік  | Постановка | Оригінальна назва | Роль    |
| ---- | ---------- | ----------------- | ------- |
| 2007 | Отелло     | Othello           | Б'янка  |
| 2010 | Соломія    | Salome            | Соломія |
| 2016 | Служниці   | The Maids         | Клер    |